# Saison 2013 des Indians de Cleveland
La saison 2013 des Indians de Cleveland est la 113e saison en Ligue majeure de baseball pour cette équipe.
Pour la première saison de Terry Francona, nommé gérant de l'année 2013 dans la Ligue américaine, les Indians surprennent en décrochant leur première qualification pour les séries éliminatoires depuis 2007. Leur parcours vers la Série mondiale se termine toutefois rapidement par une défaite face à Tampa Bay dès le match de meilleur deuxième. Avec 92 victoires et 70 défaites en saison régulière, Cleveland améliore sa fiche de 24 victoires et prend le second rang de la division Centrale de la Ligue américaine, seulement un match derrière les meneurs, les Tigers de Détroit. Malgré les succès sur le terrain, la question de l'assistance au Progressive Field est abordée en cours d'année, les Indians attirant à peine plus de spectateurs que les deux pires clubs des majeures à ce chapitre, Miami et Tampa Bay.

## Contexte
Avec 12 victoires de moins qu'en 2011, les Indians glissent de la deuxième à la quatrième place de la division Centrale de la Ligue américaine et complètent la saison avec 68 gains et 94 défaites. Après une saison avec autant de victoires que de défaites en 2008, c'est une quatrième campagne perdante de suite pour la franchise qui congédie le manager Manny Acta en fin d'année.

## Intersaison

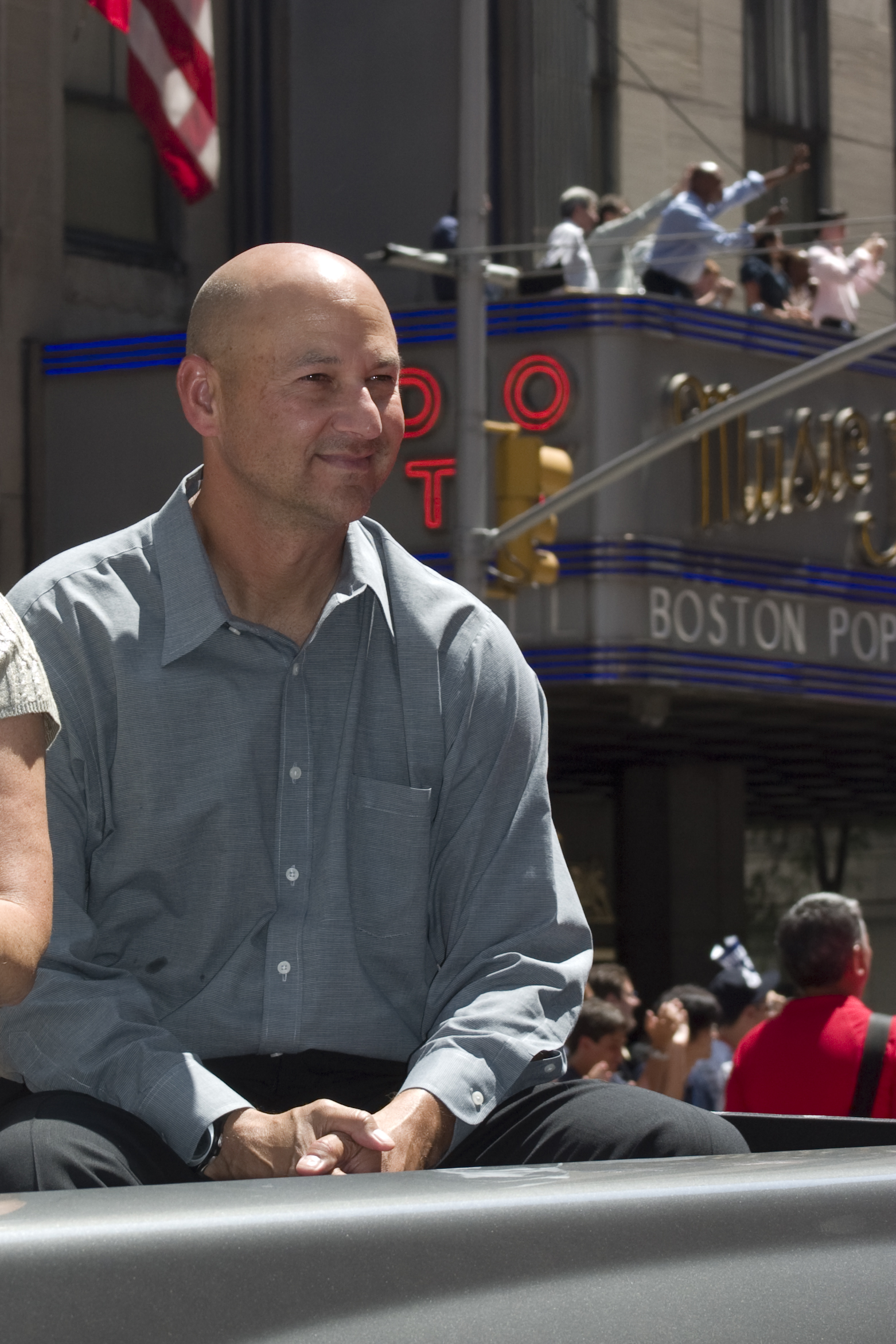
Terry Francona est en 2013 à sa première saison à la barre des Indians.

Le 6 octobre 2012, l'ancien gérant des Red Sox de Boston Terry Francona prend les commandes des Indians. Il remplace Sandy Alomar, Jr., qui avait assuré l'intérim en toute fin de saison 2012 après le congédiement de Manny Acta.
Le 11 décembre 2012, les Indians procèdent à deux transactions. Ils échangent leur voltigeur Shin-Soo Choo et le joueur de champ intérieur Jason Donald aux Reds de Cincinnati en retour du voltigeur Drew Stubbs et de l'arrêt-court Didi Gregorius. Puis ils obtiennent trois lanceurs, Matt Albers,  Bryan Shaw et le prometteur Trevor Bauer, des Diamondbacks de l'Arizona en retour de Gregorius, du lanceur gaucher Tony Sipp et du joueur de premier but Lars Anderson.
Le 3 janvier 2013, le vétéran voltigeur Nick Swisher, après 4 saisons chez les Yankees de New York, signe un contrat de 56 millions pour 4 ans avec Cleveland.
Les lanceurs gaucher Scott Kazmir et droitiers Brett Myers et Matt Capps, tous trois agents libres, se joignent aux Indians en janvier 2013.
Le vétéran Jason Giambi, qui a joué les dernières saisons chez les Rockies du Colorado, signe un contrat des ligues mineures en février ainsi que le lanceur Daisuke Matsuzaka, qui vient de connaître quatre saisons marquées par les blessures chez les Red Sox de Boston.
Le 15 février, le voltigeur de centre Michael Bourn, qui a joué les dernières saisons chez les Braves d'Atlanta, signe un contrat de 48 millions de dollars pour 4 saisons avec les Indians.

## Calendrier pré-saison
L'entraînement de printemps des Indians se déroule du 22 février au 30 mars 2013.

## Saison régulière
La saison régulière des Indians se déroule du 2 avril au 29 septembre 2013 et prévoit 162 parties. Le premier match est une visite aux Blue Jays de Toronto et la saison locale s'amorce le 8 avril avec le passage des Yankees de New York.

### Juillet
- 3 juillet : Jason Kipnis, des Indians, est élu meilleur joueur du mois de juin dans la Ligue américaine[11].

### Septembre
- 29 septembre : Les Indians remportent leur dernier match pour s'assurer de l'avantage du terrain dans le match de meilleur deuxième contre Tampa Bay. Ils terminent la saison régulière sur 10 victoires consécutives et sont la 6e équipe depuis 1900 et la première depuis les Orioles de 1971 à conclure avec au moins 10 succès de suite. C'est aussi la première fois que Cleveland gagne 21 matchs en septembre depuis la saison 1948[12].
- 30 septembre : Ubaldo Jiménez des Indians est élu meilleur lanceur du mois en Ligue américaine[13]

### Classement
| Ligue américaine (Division Centrale) | V  | D  | %    | Diff. | Diff. (séries) |
| ------------------------------------ | -- | -- | ---- | ----- | -------------- |
| Tigers de Détroit                    | 93 | 69 | ,574 | -     | -              |
| Indians de Cleveland                 | 92 | 70 | ,568 | 1     | +½             |
| Royals de Kansas City                | 86 | 76 | ,531 | 7     | 5½             |
| Twins du Minnesota                   | 66 | 96 | ,407 | 27    | 25½            |
| White Sox de Chicago                 | 63 | 99 | ,389 | 30    | 28½            |

## Affiliations en ligues mineures
| Niveau            | Équipe                    | Ligue                   |
| ----------------- | ------------------------- | ----------------------- |
| AAA               | Clippers de Columbus      | Ligue internationale    |
| AA                | Aeros d'Akron             | Eastern League          |
| A-Advanced        | Indians de Kinston        | Carolina League         |
| A                 | Lake County Captains      | Midwest League          |
| A (saison courte) | Mahoning Valley Scrappers | New York - Penn League  |
| Ligue des recrues | Arizona League Indians    | Arizona League          |
| Ligue des recrues | DSL Indians               | Dominican Summer League |